# کایروئا
کایروئا (به لاتین: Kairaoa) یک منطقهٔ مسکونی در کیریباتی است.